# Mariana Cur de Fier
Mariana Baboș (1952 - 7 decembrie 2011), supranumită Mariana Cur de Fier, a fost cea mai cunoscută prostituată din Galați.
A practicat prostituția încă din perioada comunistă iar la Revoluția din 1989 a venit la balconul Consiliului Județean și a strigat că s-a dat „liber la sex”.
A condus o rețea de prostituție care a obținut venituri de peste cinci  milioane de euro în perioada 2000-2003,
având la un moment dat în rețea peste 200 de fete.
În 2008, Mariana Cur de Fier a fost arestată împreună cu fiul și sora ei.
În 2010, a fost condamnată la opt ani de pușcărie, pedeapsă care apoi a fost redusă la numai trei ani cu suspendare.
În plus, bunurile i-au fost confiscate, astfel că a ajuns săracă lipită și a murit în mizerie.